# Polystichum manickamianum
Polystichum manickamianum ist eine Pflanzenart aus der Gattung der Schildfarne (Polystichum) innerhalb der Familie der Wurmfarngewächse (Dryopteridaceae). Sie kommt endemisch im südlichen Indien vor.

## Beschreibung
Polystichum manickamianum wächst als Farn. Er bildet ein aufrechtes und kurzes Rhizom, welches an den Enden dicht mit Schuppen bedeckt ist und etwa 8 Zentimeter dick wird.
An jedem Rhizom stehen büschelartig oder kronenartig angeordnete, aufrecht-abstehende Wedel, welche bis zu 60 Zentimeter lang werden. Die Wedel haben rund 30 Zentimeter lange Stiele. Sie sind an der Basis dicht und mit dunkel rötlich braunen Schuppen bedeckt, welche lanzettlich geformt sind und ausgefranste Ränder haben. Zur Spitze des Wedelstiels hin nimmt die Dichte der Schuppen ab, und diese werden auch kleiner und schmäler bis fast haarähnlich.
Die, zumindest im unteren Wedelbereich, zweifach-gefiederten Wedel sind bei einer Länge von etwa 30 Zentimetern sowie einer Breite von rund 20 Zentimetern dreieckig-lanzettlich geformt und bestehen aus etwa fünf bis zwölf Paaren an Fiederblättchen. Die Hauptachse der Wedeln und der Fiederblättchen ist spärlich mit blass braunen, haarartigen Schuppen bedeckt. Die steifen ledrigen Fiederblättchen stehen annähernd gegenständig angeordnet an den Wedelstielen. Die obersten Fiederblättchenpaare sind gelegentlich etwas vergrößert und mehr fiedrig-gelappt. Die Fiederblättchen bestehen aus rund zehn bis 14 Paaren an dunkelgrünen Blättchen, welche an einem etwa 0,2 Zentimeter langen Stiel stehen sind bei einer Länge von rund 1 Zentimeter und einer Breite von 0,5 bis 0,75 Zentimeter eiförmig bis rautenförmig mit mehr oder weniger stumpfen Spitzen. Die nach oben zeigenden Blättchen der untersten Fiederblättchen sind manchmal vergrößert und tief gelappt als die Blättchen an der nach unten zeigenden Seite. Die größten Fiederblättchen sind bei einer Länge von etwa 10 Zentimeter und einer Breite von zirka 2 Zentimeter länglich-rechteckig geformt und haben eine zugespitzte Spitze. Die Basis der Fiederblättchen im oberen Wedelbereich bildet ein rundes, an den Rändern gekerbtes Blattöhrchen.
Die wenigen Sori sind in zwei Reihen auf beiden Seiten der Fiederblättchen verteilt und werden von einem dünnen braunen Indusium bedeckt, welches nach der Reife abfällt. Die mit einem Durchmesser von 45 bis 48 Mikrometern relativ großen Sporen sind dunkelbraun gefärbt und regelmäßig geformt.

## Vorkommen
Das natürliche Verbreitungsgebiet von Polystichum manickamianum liegt im südlichen Indien. Soweit bisher bekannt umfasst es dort einen Hügel in den zu den Westghats gehörenden Agasthiar Hills im Distrikt Tirunelveli.
Polystichum manickamianum gedeiht in Höhenlagen von etwa 1500 Metern. Man findet die Art an schattigen Standorten in Wäldern, wo sie entlang von Flussläufen wächst.

## Systematik
Die Erstbeschreibung als Polystichum manickamianum erfolgte 2008 durch Asir Benniamin, Christopher Roy Fraser-Jenkins und Varaprasatham Irudayaraj in Novon, Band 18, Nummer 3, Seite 289. Das Artepitheton manickamianum ehrt den Botaniker und Pflanzensammler Visuvasam Sousai Manickam, welcher das Typusmaterial der Art gesammelt hat.
Innerhalb der Gattung Polystichum wird Polystichum manickamianum der Sektion Macropolystichum zugeordnet. Zu den nahe verwandten Arten zählen vermutlich Polystichum scariosum und Polystichum subinerme.